# Marele Premiu al Rusiei din 2020
Marele Premiu al Rusiei din 2020 (cunoscut oficial ca Formula 1 VTB Russian Grand Prix 2020) a fost o cursă auto de Formula 1 ce s-a desfășurat pe 27 septembrie 2020 pe Autodromul Soci din Soci, Rusia. Cursa a fost cea de-a zecea etapă a Sezonului de Formula 1 din 2020. Cursa de 53 de tururi a fost câștigată de Valtteri Bottas de la echipa Mercedes, Max Verstappen de la Red Bull Racing s-a clasat pe locul 2, iar Lewis Hamilton a ocupat ultimul loc pe podium.

## Calificări
| Poz.                  | Nr. | Pilot              | Constructor               | Timpi calificări | Timpi calificări | Timpi calificări | Grila finală |
| Poz.                  | Nr. | Pilot              | Constructor               | Q1               | Q2               | Q3               | Grila finală |
| --------------------- | --- | ------------------ | ------------------------- | ---------------- | ---------------- | ---------------- | ------------ |
| 1                     | 44  | Lewis Hamilton     | Mercedes                  | 1:32,983         | 1:32,835         | 1:31,304         | 1            |
| 2                     | 33  | Max Verstappen     | Red Bull Racing-Honda     | 1:33,630         | 1:33,157         | 1:31,867         | 2            |
| 3                     | 77  | Valtteri Bottas    | Mercedes                  | 1:32,656         | 1:32,405         | 1:31,956         | 3            |
| 4                     | 11  | Sergio Pérez       | Racing Point-BWT Mercedes | 1:33,704         | 1:33,038         | 1:32,317         | 4            |
| 5                     | 3   | Daniel Ricciardo   | Renault                   | 1:33,650         | 1:32,218         | 1:32,364         | 5            |
| 6                     | 55  | Carlos Sainz Jr.   | McLaren-Renault           | 1:33,967         | 1:32,757         | 1:32,550         | 6            |
| 7                     | 31  | Esteban Ocon       | Renault                   | 1:33,557         | 1:33,196         | 1:32,624         | 7            |
| 8                     | 4   | Lando Norris       | McLaren-Renault           | 1:33,804         | 1:33,081         | 1:32,847         | 8            |
| 9                     | 10  | Pierre Gasly       | AlphaTauri-Honda          | 1:33,734         | 1:33,139         | 1:33,000         | 9            |
| 10                    | 23  | Alexander Albon    | Red Bull Racing-Honda     | 1:33,919         | 1:33,153         | 1:33,008         | 15           |
| 11                    | 16  | Charles Leclerc    | Ferrari                   | 1:34,071         | 1:33,239         | N/A              | 10           |
| 12                    | 26  | Daniil Kveat       | AlphaTauri-Honda          | 1:33,511         | 1:33,249         | N/A              | 11           |
| 13                    | 18  | Lance Stroll       | Racing Point-BWT Mercedes | 1:33,852         | 1:33,364         | N/A              | 12           |
| 14                    | 63  | George Russell     | Williams-Mercedes         | 1:34,020         | 1:33,583         | N/A              | 13           |
| 15                    | 5   | Sebastian Vettel   | Ferrari                   | 1:34,134         | 1:33,609         | N/A              | 14           |
| 16                    | 8   | Romain Grosjean    | Haas-Ferrari              | 1:34,592         | N/A              | N/A              | 16           |
| 17                    | 99  | Antonio Giovinazzi | Alfa Romeo Racing-Ferrari | 1:34,594         | N/A              | N/A              | 17           |
| 18                    | 20  | Kevin Magnussen    | Haas-Ferrari              | 1:34,681         | N/A              | N/A              | 18           |
| 19                    | 6   | Nicholas Latifi    | Williams-Mercedes         | 1:35,066         | N/A              | N/A              | 20           |
| 20                    | 7   | Kimi Räikkönen     | Alfa Romeo Racing-Ferrari | 1:35,267         | N/A              | N/A              | 19           |
| Regula 107%: 1:39,141 |     |                    |                           |                  |                  |                  |              |
| Sursa:                |     |                    |                           |                  |                  |                  |              |

- ^1 – Alexander Albon și Nicholas Latifi au primit ambii câte o penalizare de cinci locuri pe grilă pentru o schimbare neprogramată a cutiei de viteze.[3]

## Cursă
| Poz.                                                                | Nr. | Pilot              | Constructor               | Tururi | Timp/Retras | Grilă | Puncte |
| ------------------------------------------------------------------- | --- | ------------------ | ------------------------- | ------ | ----------- | ----- | ------ |
| 1                                                                   | 77  | Valtteri Bottas    | Mercedes                  | 53     | 1:34:00,364 | 3     | 26     |
| 2                                                                   | 33  | Max Verstappen     | Red Bull Racing-Honda     | 53     | +7,729      | 2     | 18     |
| 3                                                                   | 44  | Lewis Hamilton     | Mercedes                  | 53     | +22,729     | 1     | 15     |
| 4                                                                   | 11  | Sergio Pérez       | Racing Point-BWT Mercedes | 53     | +30,558     | 4     | 12     |
| 5                                                                   | 3   | Daniel Ricciardo   | Renault                   | 53     | +52,065     | 5     | 10     |
| 6                                                                   | 16  | Charles Leclerc    | Ferrari                   | 53     | +1:02,186   | 10    | 8      |
| 7                                                                   | 31  | Esteban Ocon       | Renault                   | 53     | +1:08,006   | 7     | 6      |
| 8                                                                   | 26  | Daniil Kveat       | AlphaTauri-Honda          | 53     | +1:08,740   | 11    | 4      |
| 9                                                                   | 10  | Pierre Gasly       | AlphaTauri-Honda          | 53     | +1:29,766   | 9     | 2      |
| 10                                                                  | 23  | Alexander Albon    | Red Bull Racing-Honda     | 53     | +1:37,860   | 15    | 1      |
| 11                                                                  | 99  | Antonio Giovinazzi | Alfa Romeo Racing-Ferrari | 52     | +1 tur      | 17    |        |
| 12                                                                  | 20  | Kevin Magnussen    | Haas-Ferrari              | 52     | +1 tur      | 18    |        |
| 13                                                                  | 5   | Sebastian Vettel   | Ferrari                   | 52     | +1 tur      | 14    |        |
| 14                                                                  | 7   | Kimi Räikkönen     | Alfa Romeo Racing-Ferrari | 52     | +1 tur      | 19    |        |
| 15                                                                  | 4   | Lando Norris       | McLaren-Renault           | 52     | +1 tur      | 8     |        |
| 16                                                                  | 6   | Nicholas Latifi    | Williams-Mercedes         | 52     | +1 tur      | 20    |        |
| 17                                                                  | 8   | Romain Grosjean    | Haas-Ferrari              | 52     | +1 tur      | 16    |        |
| 18                                                                  | 63  | George Russell     | Williams-Mercedes         | 52     | +1 tur      | 13    |        |
| Ab                                                                  | 55  | Carlos Sainz Jr.   | McLaren-Renault           | 0      | Accident    | 6     |        |
| Ab                                                                  | 18  | Lance Stroll       | Racing Point-BWT Mercedes | 0      | Coliziune   | 12    |        |
| Cel mai rapid tur: Valtteri Bottas (Mercedes) – 1:37,030 (turul 51) |     |                    |                           |        |             |       |        |
| Sursa:                                                              |     |                    |                           |        |             |       |        |

Note
- ^1 – Include un punct pentru cel mai rapid tur.
- ^2 – Daniel Ricciardo și Alexander Albon au primit ambii câte o penalizare de cinci secunde pentru că nu au urmat instrucțiunile directorului cursei în virajul 2.[4]

## Clasamentele campionatelor după cursă
|        | Poz. | Pilot           | Puncte |
| ------ | ---- | --------------- | ------ |
|        | 1    | Lewis Hamilton  | 205    |
|        | 2    | Valtteri Bottas | 161    |
|        | 3    | Max Verstappen  | 128    |
|        | 4    | Lando Norris    | 65     |
|        | 5    | Alexander Albon | 64     |
| Sursa: |      |                 |        |

|        | Poz. | Constructor               | Puncte |
| ------ | ---- | ------------------------- | ------ |
|        | 1    | Mercedes                  | 366    |
|        | 2    | Red Bull Racing-Honda     | 192    |
|        | 3    | McLaren-Renault           | 106    |
|        | 4    | Racing Point-BWT Mercedes | 104    |
|        | 5    | Renault                   | 99     |
| Sursa: |      |                           |        |

- Notă: Doar primele cinci locuri sunt prezentate în ambele clasamente.